# Signiphora tumida
Signiphora tumida is een vliesvleugelig insect uit de familie Signiphoridae. De wetenschappelijke naam is voor het eerst geldig gepubliceerd in 1973 door De Santis.